# Trigonulina
Trigonulina es un género de foraminífero bentónico considerado homónimo posterior de Trigonulina d'Orbigny, 1846, y sinónimo posterior de Galwayella de la Subfamilia Oolininae, de la Familia Ellipsolagenidae, de la Superfamilia Polymorphinoidea, del Suborden Lagenina y del Orden Lagenida. Su especie-tipo es Pristinosceptrella hispida. Su rango cronoestratigráfico abarca desde el Pleistoceno hasta la Actualidad.

## Discusión
Clasificaciones previas incluían Trigonulina en la Superfamilia Nodosarioidea.

## Clasificación
Trigonulina incluye a la siguiente especie:
- Trigonulina oblonga †